# The Circus (filme)
The Circus  é um filme mudo americano de 1928, do gênero comédia, escrito, produzido, dirigido e protagonizado por Sir Charles S. Chaplin.

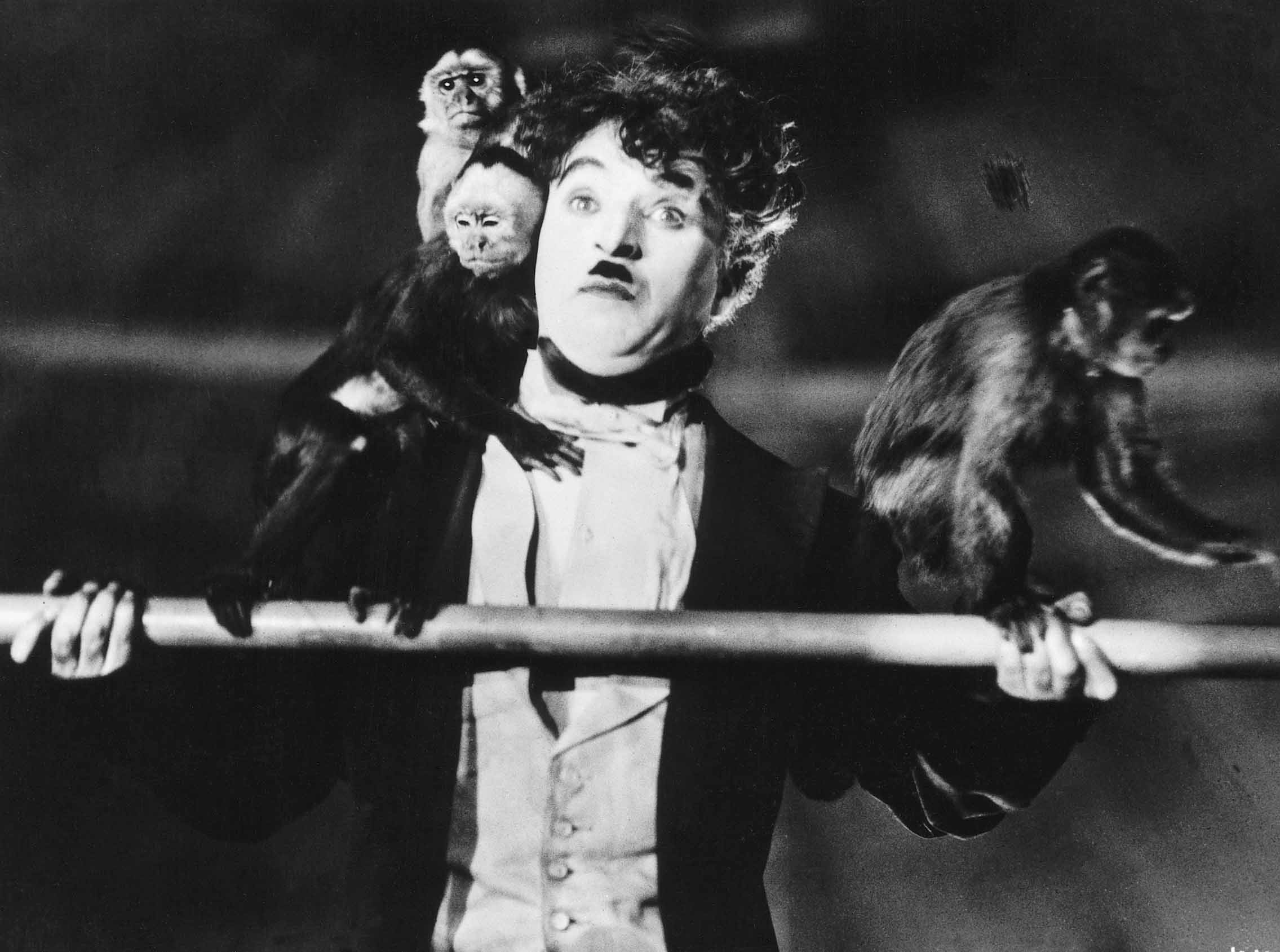
Cena do filme com o vagabundo e macacos na corda bamba.

## Sinopse
Um batedor de carteiras (Steve Murphy) está agindo em meio a multidão. Para evitar que seja pego, ele coloca uma carteira roubada no bolso do faminto vagabundo (Chaplin), sem que ele perceba. Quando a polícia se afasta, o batedor volta para recuperar o dinheiro perdido, gerando um tumulto que chama a atenção de um policial, que passava por ali.
O Vagabundo  fugindo, tanto do batedor de carteiras quanto da policial, acaba entrando acidentalmente no picadeiro de um circo local. Sem querer acaba entrando no espetáculo e fazendo grande sucesso com o público, sendo logo contratado pelo dono (Al Ernest Garcia), que irá se aproveitar dele, sem que ele perceba. O vagabundo ainda arranja tempo para se apaixonar pela acrobata, filha desse mesmo proprietário.

## Mistério envolvendo o filme
Em 2010, foi lançado um disco de DVD extra no filme, com cenas que não foram ao ar na época. Uma dessas cenas fez muito sucesso, pois consiste em uma "mulher" com um sobretudo "segurando" algo no ouvido e conversando sozinha. Nesse mesmo ano, o diretor independente George Clarke publicou um vídeo na internet sobre o fato. O vídeo já teve mais de 3 milhões de visualizações e o público acredita ser um viajante do futuro, falando ao celular. Outra teoria não comprovada é de que seja um aparelho auditivo em formato de funil, usado no fim do século XIX e início dos século XX, mas muitos questionaram o fato dela estar falando sozinha, pois se estivesse usando tal aparelho não teria por quê falar. No inicio do filme nos créditos existe em algarismos romano as letras/números MCMLXVIII ou 1968 que mostra em que ano o filme foi produzido, o correto seria MCMXXVIII ou 1928 que foi o ano correto de produção,  não  se sabe porque Chaplin fez isso.

## Elenco
- Charlie Chaplin .... O vagabundo
- Al Ernest Garcia .... proprietário do circo
- Merna Kennedy .... enteada do dono do circo e moça dos cavalos amestrados
- Harry Crockers .... Rex, o homem que se equilibra na corda
- George Davis .... um mágico
- Henry Bergman .... velho palhaço gordo
- Steve Murphy .... batedor de carteiras